# Totò, un altro pianeta
Totò, un altro pianeta è una serie televisiva italiana dedicata all'attore comico Totò andata in onda sulla RAI nel 1993. L'autore è Giancarlo Governi, il regista Alberto Orsi, le musiche sono di Piero Montanari. La serie fa seguito ad una precedente dello stesso autore, chiamata Il pianeta Totò,  di cui furono realizzate tre edizioni nel 1981, 1983 e 1988.

## Puntate
- Puntata I
  - La morte di Totò, la nascita e la storia della sua vita;
  - Le caricature dei personaggi.
- Puntata II
  - La filosofia e il credo politico di Totò;
  - Il debutto e il Teatro Jovinelli;
  - Il costume di scena e le macchiette.
- Puntata III
  - La miseria dell'inizio;
  - L'attore;
  - La nobiltà;
  - Gli amici.
- Puntata IV
  - Il seduttore, la passione e il primo amore;
  - La filosofia sulla donna;
  - I personaggi e le macchiette.
- Puntata V
  - Diana la moglie;
  - La gelosia di Totò;
  - Liliana la figlia;
  - Totò padre;
  - L'amore per Silvana Pampanini.
- Puntata VI
  - L'esordio cinematografico e il successo;
  - Il teatro;
  - Anna Magnani;
  - Gli attori ricordano Totò;
  - Scenette teatrali di successo.
- Puntata VII
  - Filmografia: Le parodie.
- Puntata VIII
  - Filmografia: I problemi sociali;
  - Totò eroe dei fumetti;
  - Franca Faldini.
- Puntata IX
  - Filmografia: Film tratti da commedie.
- Puntata X
  - Filmografia: La faccia seria di Totò;
  - Il difficile rapporto con la critica;
  - Totò tramite di nuove tecnologie cinematografiche.
- Puntata XI
  - Ritorno al teatro;
  - Il dramma della cecità;
  - Ritorno al cinema;
  - Le spalle di Totò: Peppino De Filippo, vittima preferita;
  - Il linguaggio di Totò.
- Puntata XII
  - Le spalle di Totò: Aldo Fabrizi e Nino Taranto.
- Puntata XIII
  - Le spalle di Totò: Mario Castellani, Luigi Pavese, Pietro de Vico e altri attori.
- Puntata XIV
  - Curiosità;
  - Totò poeta;
  - La passione per la musica;
  - Diffidenza verso la televisione e vantaggi tratti dalla stessa.
- Puntata XV
  - Totò grande attore: i film con Pasolini e Lattuada;
  - La riscoperta da parte della TV: Tutto Totò.